# Prost JS45
La Prost JS45 fu la monoposto impiegata dalla Prost Grand Prix per prendere parte al campionato mondiale di Formula 1 1997.
Progettata da Loïc Bigois per conto della Ligier, venne presentata come Ligier JS45, salvo poi cambiare denominazione dopo che l'ex pilota Alain Prost ebbe rilevato la scuderia francese.

## Origini della vettura
Al termine del campionato di Formula 1 1996 la Ligier versava in considerevoli difficoltà economica ed era alla ricerca di nuovi capitali o di un acquirente per garantire continuità agonistica alla squadra.
Nel frattempo si riuscì comunque a realizzare la vettura per il 1997, denominata JS45, che venne presentata al pubblico alla presenza di Flavio Briatore e dei piloti, il riconfermato Olivier Panis e il neoacquisto Shinji Nakano. 
La casa francese era però ormai intenzionata a cedere le strutture del reparto corse a un nuovo acquirente, che prese corpo poco prima dell'inizio della stagione, nel febbraio 1997, nella persona del 4 volte campione del mondo Alain Prost, che acquistò le strutture della scuderia e ne modificò il nome in Prost Grand Prix, garantendo la prosecuzione dell'attività.
Il nuovo patron decise di cambiare parzialmente il nome alla monoposto, mantenendo la nomenclatura delle macchine della precedente scuderia (le iniziali del pilota Jo Schlesser e un numero progressivo dispari), ma sostituendo il proprio cognome a Ligier: la vettura assunse così il nome di Prost JS45. Prost decise altresì di non modificare la livrea blu di Francia della macchina, tipica delle Ligier, da cui però era sparita la pubblicità Parmalat (presente nel 1996 grazie all'apporto di Pedro Paulo Diniz), la quale venne sostituita da due nuovi sponsor d'estrazione francese: il colosso dell'elettronica Alcatel e l'emittente televisiva Canal+, che andarono ad affiancare lo storico main sponsor della scuderia, il marchio di sigarette Gauloises.
Dal punto di vista tecnico Prost cercò di accordarsi con la Peugeot per ottenere una fornitura dei loro motori. Considerato però che la JS45 era stata progettata per montare propulsori Mugen-Honda e che un'eventuale modifica della macchina sarebbe stata complessa e dispendiosa, decise di congelare la trattativa fino all'anno successivo e di impiegare le unità motrici giapponesi. Egualmente nipponiche furono le gomme, fornite dalla Bridgestone, che nel 1997 era al debutto nel campionato mondiale di Formula 1 e aveva precedentemente scelto la Ligier come "squadra di sviluppo" dei propri pneumatici da competizione; le coperture giapponesi ebbero un rendimento altalenante, consentendo talora grandi prestazioni, talaltra causando problemi e difficoltà.

## Piloti
Come già accennato, come primo pilota fu confermato l'esperto Olivier Panis (ereditato dalla Ligier, con cui aveva vinto il Gran Premio di Monaco l'anno prima), a cui fu affiancato dal giapponese Shinji Nakano, arrivato nella scuderia anche grazie alle pressioni della Honda.
Dopo l'infortunio patito durante il Gran Premio del Canada, Panis dovette saltare sette tappe del mondiale, nelle quali fu sostituito dall'italiano Jarno Trulli.

## Impiego agonistico
Il progetto di Loïc Bigois si rivelò valido e la vettura ebbe un buon rendimento durante tutta la stagione: Panis nelle prime sette gare arrivò quinto in Australia, terzo in Brasile, quarto a Monaco, mentre in Spagna chiuse addirittura secondo a soli 5"8 dal vincitore Jacques Villeneuve su Williams; in Argentina fu invece costretto al ritiro quando era comodamente secondo alle spalle di Villeneuve e, in alcuni tratti, più veloce del canadese, dando l'impressione di poterlo attaccare. Il pilota di Lione ottenne anche ottimi piazzamenti in qualifica, partendo in seconda fila sia in Argentina che a Imola e, dopo 6 gare, si trovò in terza posizione nel mondiale piloti. Il grave incidente occorsogli in Canada, in cui si fratturò entrambe le gambe, lo costrinse però a saltare ben sette GP: il suo posto venne quindi preso da Jarno Trulli, prelevato dalla Minardi. L'italiano dimostrò a sua volta un buon livello di competitività, terminando al 4º posto il Gran Premio di Germania e riuscendo a portarsi in testa in Austria, guidando buona parte della gara prima di essere costretto al ritiro per la rottura del motore.
Panis decise poi di tornare per le ultime tre gare della stagione:  nella gara del rientro al Nürburgring riuscì a chiudere al sesto posto.
Assai meno performante fu la seconda guida Nakano, che andò a punti appena due volte in diciassette gare, si ritirò nove volte e per cinque finì oltre il sesto posto: a metà maggio, vista l'enorme differenza di prestazioni col compagno di squadra, la Prost valutò di sostituirlo con l'italiano Luca Badoer, dovendo però desistere per le pressioni della Mugen-Honda. A fine stagione, una volta raggiunto un accordo per il passaggio ai motori Peugeot, il giapponese fu licenziato.
La scuderia francese totalizzò 21 punti iridati e chiuse al 6º posto il campionato costruttori.
La JS45 si rivelò la miglior vettura schierata dalla Prost durante la sua breve storia in Formula 1. Dal 1998 in poi, complici anche i cambiamenti del regolamento, la squadra non sarà più in grado di realizzare monoposto in grado di competere a così alto livello, iniziando una parabola discendente che culminerà, a fine 2001, col ritiro dalla Formula 1.

## Risultati completi in Formula 1
| Anno | Team             | Motore                       | Gomme | Piloti |   |    |     |     |     |     |     |     |    |   |   |     |    |     |     |     |    | Punti | Pos. |
| ---- | ---------------- | ---------------------------- | ----- | ------ | - | -- | --- | --- | --- | --- | --- | --- | -- | - | - | --- | -- | --- | --- | --- | -- | ----- | ---- |
| 1997 | Prost Grand Prix | Mugen-Honda MF-301HB 3.0 V10 | G     | Panis  | 5 | 3  | Rit | 8   | 4   | 2   | 11* |     |    |   |   |     |    |     | 6   | Rit | 7  | 21    | 6º   |
| 1997 | Prost Grand Prix | Mugen-Honda MF-301HB 3.0 V10 | G     | Trulli |   |    |     |     |     |     |     | 10  | 8  | 4 | 7 | 15  | 10 | Rit |     |     |    | 21    | 6º   |
| 1997 | Prost Grand Prix | Mugen-Honda MF-301HB 3.0 V10 | G     | Nakano | 7 | 14 | Rit | Rit | Rit | Rit | 6   | Rit | 11 | 7 | 6 | Rit | 11 | Rit | Rit | Rit | 10 | 21    | 6º   |

| Legenda | 1º posto     | 2º posto | 3º posto    | A punti         | Senza punti/Non class.  | Grassetto – Pole position Corsivo – Giro più veloce |
| Legenda | Squalificato | Ritirato | Non partito | Non qualificato | Solo prove/Terzo pilota | Grassetto – Pole position Corsivo – Giro più veloce |

(*) Indica quei piloti che non hanno terminato la gara ma sono ugualmente classificati avendo coperto, come previsto dal regolamento, almeno il 90% della distanza totale.